# Terragen

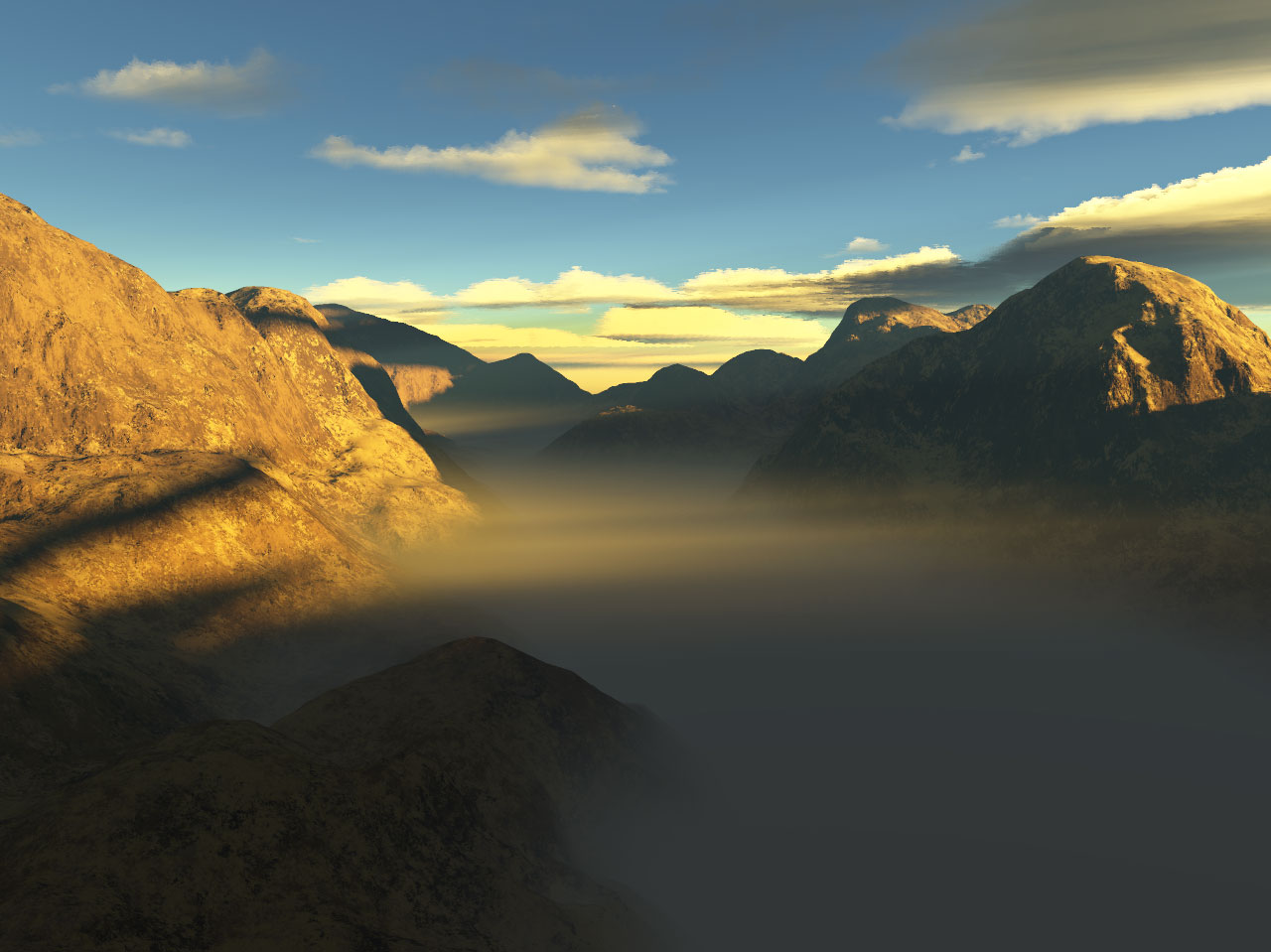
Landschap.

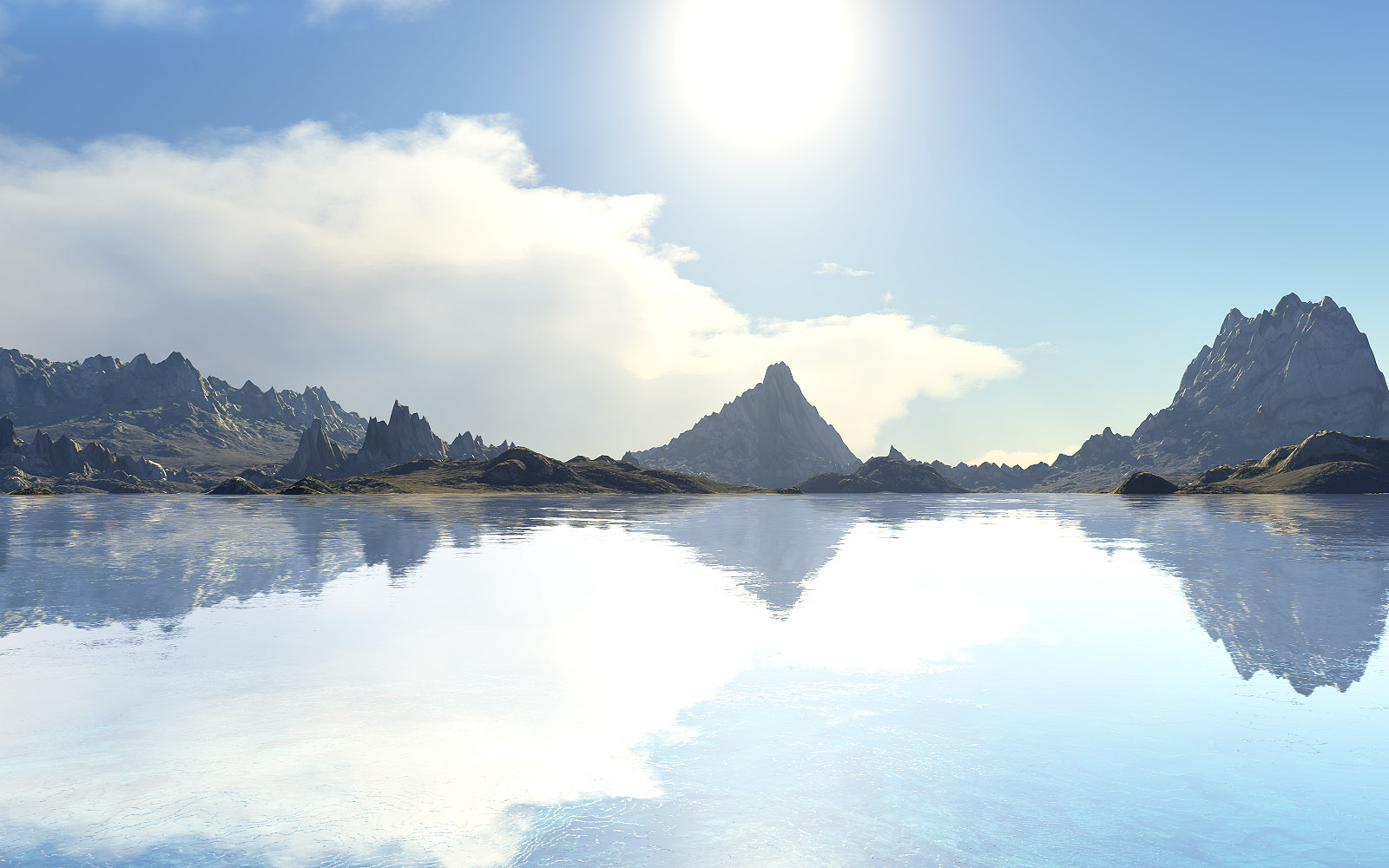
Meer.

Terragen is een computerprogramma voor het genereren van 3D landschappen, ook wel een 3D landschapsgenerator genoemd. Het wordt door Planetside Software ontwikkeld en gepubliceerd en is geschikt voor Apple Macintosh, Linux en Microsoft Windows computers.
Terragen werkt voornamelijk met water, grond, bergen, lucht, wolken en zonlicht. Ook het maken van 3D computeranimaties is mogelijk.
Alhoewel het programma intern een 3D programma is, merkt de gebruiker daar weinig van. Met slechts een paar eenvoudige instellingen berekent het programma een natuurgetrouw landschap. Omdat de resultaten bijna zo echt als een foto zijn, spreekt men van fotorealistische afbeeldingen. Terragen wordt ook gebruikt om met gegevens van andere planeten daar een ingekleurde afbeelding van te maken.
Terragen is gratis voor persoonlijk niet-commercieel gebruik. Daarbij zijn enkele opties uitgeschakeld en is de grootte van de afbeelding enigszins beperkt.
Terragen kan ook gebruikt worden om de lucht (skybox) te creëren in driedimensionale computerspellen.